# Patto di non belligeranza di Gijón
Il patto di non belligeranza di Gijón è il soprannome dell'incontro calcistico disputato il 25 giugno 1982 tra le rappresentative nazionali di Germania Ovest e Austria nell'omonima città spagnola, nell'ambito del Mondiale iberico.

## Antefatti
A quattro anni dal miracolo di Córdoba verificatosi durante il Mondiale argentino, in cui la vittoria dei già eliminati austriaci impedì ai rivali la qualificazione per la finale per il terzo posto, le due formazioni, protagoniste di una storica rivalità, si ritrovarono sul palcoscenico mondiale. A completare il raggruppamento erano Cile e Algeria, quest'ultima esordiente nella fase finale di una Coppa del mondo.
La compagine austriaca parve ipotecare nelle prime due partite il passaggio al secondo turno, con una vittoria di misura contro i sudamericani e l'affermazione a scapito dei magrebini. I tedeschi, detentori del titolo europeo, persero invece con gli africani nel debutto ed a riaccendere le speranze di qualificazione per loro fu la vittoria contro i cileni, matematicamente estromessi dopo tale gara.
Nell'incontro tenutosi a Madrid il 24 giugno 1982, l'Algeria certificò l'ultimo posto del Cile sconfiggendolo per 3-2: nella partita tra tedeschi ed austriaci, quindi, un pareggio, un'affermazione austriaca o una vittoria della Germania con almeno 3 gol di scarto avrebbero comportato la qualificazione dell'Algeria, nell'ultimo caso a danno dell'Austria, grazie alla miglior differenza reti.

## L'incontro
In apertura di gara i tedeschi andarono a segno con il centravanti Horst Hrubesch, spostando subito gli equilibri in proprio favore. Per il resto dell'incontro le due formazioni si limitarono a mantenere il possesso di palla, senza offrire altri spunti degni di nota; ciò scatenò le proteste dei tifosi sugli spalti, i quali intonarono cori di disappunto ("¡Fuera, fuera!"), inneggiarono all'Algeria ("¡Argelia, Argelia!") e invitarono ironicamente i giocatori a baciarsi ("¡Que se besen, que se besen!"). Un'analoga presa di posizione riguardò i telecronisti tedeschi, che addirittura invitarono gli spettatori a non seguire la sfida in quanto apparve chiaro che la melina attuata dalle squadre era finalizzata all'eliminazione dell'Algeria tramite il punteggio di 1-0, risultato sfavorevole agli africani.
La vittoria di misura della Germania Ovest consegnò infatti a questa la qualificazione per il secondo turno, a pari merito con gli austriaci. Il girone ebbe la seguente classifica:
| Squadra        | P.ti | G | V | N | P | GF | GS | DR |
| -------------- | ---- | - | - | - | - | -- | -- | -- |
| Germania Ovest | 4    | 3 | 2 | 0 | 1 | 6  | 3  | 3  |
| Austria        | 4    | 3 | 2 | 0 | 1 | 3  | 1  | 2  |
| Algeria        | 4    | 3 | 2 | 0 | 1 | 5  | 5  | 0  |
| Cile           | 0    | 3 | 0 | 0 | 3 | 3  | 8  | −5 |

La formazione teutonica superò un ulteriore raggruppamento — nel quale erano inserite l'Inghilterra e i padroni di casa della Spagna — per poi sconfiggere in semifinale la Francia, in un incontro ricordato come "notte di Siviglia". Nella finale di Madrid, la Mannschaft si arrese all'Italia per 3-1.

### Tabellino
| Arbitro: | Valentine |

|              |           |  |
| Hrubesch 10’ | Marcatori |  |

| Germania Ovest | Austria |

| GK           | 1  | Harald Schumacher     |  |     |
| SW           | 15 | Uli Stielike          |  |     |
| RB           | 20 | Manfred Kaltz         |  |     |
| CB           | 4  | Karlheinz Förster     |  |     |
| LB           | 2  | Hans-Peter Briegel    |  |     |
| CM           | 3  | Paul Breitner         |  |     |
| CM           | 6  | Wolfgang Dremmler     |  |     |
| CM           | 14 | Felix Magath          |  |     |
| RF           | 11 | Karl-Heinz Rummenigge |  | 66’ |
| CF           | 9  | Horst Hrubesch        |  | 68’ |
| LF           | 7  | Pierre Littbarski     |  |     |
| Sostituti:   |    |                       |  |     |
| GK           | 22 | Eike Immel            |  |     |
| DF           | 5  | Bernd Förster         |  |     |
| MF           | 18 | Lothar Matthäus       |  | 66’ |
| FW           | 8  | Klaus Fischer         |  | 68’ |
| FW           | 13 | Uwe Reinders          |  |     |
| Allenatore:  |    |                       |  |     |
| Jupp Derwall |    |                       |  |     |

| GK                           | 1  | Friedrich Koncilia   |     |
| DF                           | 2  | Bernd Krauss         |     |
| DF                           | 3  | Erich Obermayer      |     |
| DF                           | 4  | Josef Degeorgi       |     |
| DF                           | 5  | Bruno Pezzey         |     |
| MF                           | 6  | Roland Hattenberger  |     |
| FW                           | 7  | Walter Schachner     | 32’ |
| MF                           | 8  | Herbert Prohaska     |     |
| FW                           | 9  | Hans Krankl          |     |
| MF                           | 10 | Reinhold Hintermaier | 32’ |
| DF                           | 19 | Heribert Weber       |     |
| Sostituti:                   |    |                      |     |
| GK                           | 22 | Klaus Lindenberger   |     |
| DF                           | 12 | Anton Pichler        |     |
| DF                           | 13 | Max Hagmayr          |     |
| MF                           | 14 | Ernst Baumeister     |     |
| FW                           | 20 | Kurt Welzl           |     |
| Allenatori:                  |    |                      |     |
| Felix Latzke e Georg Schmidt |    |                      |     |

## Conseguenze
Lo svolgimento dell'incontro e il suo esito attirarono numerose polemiche verso le due squadre, accusate di comportamento antisportivo. Nel 2007 il tedesco Hans-Peter Briegel, all'epoca commissario tecnico del Bahrein, rilasciò un'intervista al quotidiano locale Al-Ittihad fornendo la propria versione dei fatti: l'ex difensore rivelò che tra le due squadre vi fu un "tacito accordo" dopo il gol, in quanto entrambe erano ormai qualificate. Le dichiarazioni di Briegel trovarono un acceso riscontro in Algeria, mentre l'austriaco Bernd Krauss confermò l'implicita combine. Pareri contrari giunsero dal connazionale Walter Schachner, il quale dichiarò alla Bild che l'accordo sarebbe maturato nell'intervallo della partita incontrando però la sua opposizione. Nell'autunno 2009 il The Times inserì la gara nella classifica dei 10 episodi più controversi avvenuti nella storia dei Mondiali.
Il principale impatto della combine fu sul piano regolamentare, tanto che già dal 1984 la FIFA decise di far disputare in contemporanea le ultime gare delle fasi a gironi — scelta applicata anche in altri tornei quali l'Europeo — per evitare accordi illeciti.